# Os (Innlandet)
Os è un comune norvegese della contea di Innlandet, nel distretto di Østerdalen. Il centro amministrativo si trova nel villaggio di Os i Østerdalen. Il nome deriva dal norreno óss "foce di fiume".

## Geografia

### Confini
Il comune confina con Røros a ovest e a sud con Midtre Gauldal e Holtålen, nella contea di Trøndelag. Si trova a est di Tolga e a nord di Engerdal.

### Geografia naturale
Il 63% del comune è montuoso. Le vette più alte sono Sålekinna (1595 m), Gråhøgda e Håmmålsfjellet (1543 m). Il fiume Glåma attraversa il comune e passa attraverso la centrale idroelettrica di Røstefoss. Vangrøfta e Nøra sono i maggiori affluenti nelle vicinanze.

### Clima
Os ha un clima continentale con poche precipitazioni, inverni freddi ed estati relativamente fresche a causa dell'altitudine. Nei mesi estivi si registrano differenze significative tra temperature diurne e notturne. 

## Popolazione
Circa la metà degli abitanti vive nel centro amministrativo e l'agricoltura occupa ancora il 25% dell'economia, specialmente nella produzione di latte e carne. 

## Edifici
A Os si trovano diverse chiese. Os kirke e Narbuvoll kirke (costruite 1862), la chiesa di legno di Dalsbygda (1970) e Tufsingdalen kirke (1928).

### Musei e spazi d'interesse
L'Os Museum è stato fondato nel 1983 ed è un museo di storia e cultura locali in cui gli oggetti sono conservati nel loro contesto originale. Il museo è di proprietà comunale.
L'Oddentunet è una fattoria storica che appartiene all'Os Museum, conservata nella sua posizione originale a Narjordet. Qui si trova anche il Kvernhuset ved Røbekken, un mulino fondato nel 1850. Anche la scuola di Narbuvoll, costruita nel 1876, fa parte del museo, dal 1995.